# 맘타 모한다스
맘타 모한다스(힌디어: ममता मोहनदास, 영어: Mamta Mohandas, 1984년 11월 14일 ~ )는 인도의 배우이다.